# 탬피니스 로버스 FC
탬피니스 로버스 FC(Tampines Rovers FC)는 싱가포르에 있는 탬피니스에 소재한 축구 클럽이다. 이 팀은 현재 S-리그에 출전하고 있다.

## 선수 명단

### 현역
참고: FIFA 자격 규정에 따라 소속된 국가대표팀 국기를 표시합니다. 선수는 복수의 FIFA 비회원국 국적을 가지고 있을 수 있습니다.
| 번호 | 포지션 | 국적       | 이름            |
| ---- | ------ | ---------- | --------------- |
| 4    | DF     |            | 야마시타 슈야   |
| 7    | MF     |            | 세이아 쿠노리   |
| 9    | FW     |            | 에노모토 이츠키 |
| 10   | MF     | 싱가포르   | 나카무라 교가   |
| 12   | MF     | 싱가포르   | 조엘 츄         |
| 14   | FW     |            | 아리아 이가미   |
| 16   | DF     | 북아일랜드 | 폭스            |

| 번호 | 포지션 | 국적     | 이름                |
| ---- | ------ | -------- | ------------------- |
| 33   | DF     | 세르비아 | 밀로스 즐라트코비치 |

## 역대 감독
| 감독    | 임기   |
| ------- | ------ |
| 개빈 리 | 2019 ~ |